# Ernst Günther
Ernst Harry Ingemar Günther, född 3 juni 1933 på Karlskrona BB (kyrkobokförd i Ronneby och uppvuxen där), död 8 december 1999 i Ingelstorp, Skåne län, var en svensk skådespelare och regissör.

## Biografi
Günther började sin skådespelarkarriär vid studentteatern i Stockholm innan han hamnade på Riksteatern som inspicient och tekniker. Han arbetade på Wasa Teater i Finland 1961–1964 och var 1964–1967 engagerad vid Norrköping-Linköping stadsteater. Efter att ha varit engagerad spelåret 1967–1968 på Stockholms stadsteater blev han regissör på TV-teatern och var därefter frilans. Bland annat hade han engagemang på Folkteatern i Göteborg. År 1973 blev han anställd vid Kungliga Dramatiska Teatern i Stockholm, där han arbetade både som skådespelare och regissör.
Han gjorde en lång rad film- och TV-roller och fick ofta spela rödbrusiga, burdusa och tvära herrar, till exempel i Rötmånad 1970 och Badjävlar 1971. I slutet av sin karriär fick han ett något antitetiskt erkännande med sin roll som den vänlige bonden Gottfrid i Colin Nutleys filmer om Änglagård, samt dess första uppföljare.  Han porträtterade Kurt Wallanders far i Hundarna i Riga samt Den vita lejoninnan.
För sina insatser inom svensk film tilldelades Ernst Günther 1992 års Chaplinpris och på Guldbaggegalan 1993 mottog han en Guldbagge för sin kreativa insats i filmen Änglagård.
Den 8 december 1999 avled Ernst Günther i sviterna av sin diabetes.

## Familj
Ernst Günther var son till rektorn Harry Günther och Majken Günther, född Bladh. År 1960 gifte han sig med Eva-Maria Winter, med vilken han fick tvillingarna Rickard Günther och Savva Ernst Günther.

## Filmografi (i urval)
- 1968 – I huvet på en gammal gubbe
- 1969 – Made in Sweden
- 1969 – Som natt och dag
- 1970 – Rötmånad
- 1974 – Gangsterfilmen
- 1974 – En handfull kärlek
- 1975 – Ungkarlshotellet
- 1976 – Förvandlingen
- 1977 – Den allvarsamma leken
- 1977 – Måndagarna med Fanny
- 1978 – Chez Nous
- 1979 – Gå på vattnet om du kan
- 1979 – Linus eller Tegelhusets hemlighet
- 1980 – Sverige åt svenskarna
- 1982 – Fanny och Alexander
- 1982 – Brusten himmel
- 1984 – Åke och hans värld
- 1984 – Mannen från Mallorca
- 1985 – Smugglarkungen
- 1986 – I lagens namn
- 1986 – Älska mej
- 1986 – Ormens väg på hälleberget
- 1989 – Resan till Melonia
- 1990 – Exit
- 1990 – Hjälten
- 1990 – Goda människor
- 1992 – Änglagård
- 1993 – Kådisbellan
- 1994 – Good Night Irene
- 1994 – Änglagård - andra sommaren
- 1995 – Hundarna i Riga
- 1996 – Den vita lejoninnan

## Television
- 1962 – Daniel Hjort
- 1967 – Onkel Vanja (TV-serie)
- 1968 – Bombi Bitt och jag (TV-serie)
- 1970 – Röda rummet (TV-serie)
- 1971 – Badjävlar (TV-film)
- 1971 – Broster Broster (TV-serie)
- 1973 – Ett köpmanshus i skärgården (TV-serie)
- 1973 – Levande bilder
- 1974 – Rågvakt
- 1975 – Robert och Jessica (TV-serie)
- 1976 – Predikare-Lena (TV-film)
- 1976 – Vi har många namn (TV-film)
- 1976 – Sesam (TV-serie)
- 1977 – Soldat med brutet gevär (TV-serie)
- 1979 – Godnatt, jord (TV-serie)
- 1981 – Hans Christian och sällskapet
- 1981 – Audiens (TV-serie)
- 1981 – Babels hus (TV-serie)
- 1981 – För en liten snuvas skull (TV-serie)
- 1981 – Kallocain (TV-serie)
- 1982 – Sova räv
- 1984–1988 – Träpatronerna (TV-serie)
- 1985 – August Strindberg ett liv (TV-serie)
- 1985 – En ros av kött (TV-film)
- 1987 – Ängslans boningar
- 1988 – Kråsnålen (TV-serie)
- 1990 – Den svarta cirkeln (TV-serie)
- 1991 – Svidande affärer
- 1991 – Den goda viljan (TV-serie)
- 1992 – Maskeraden
- 1993 – Macklean (TV-serie)
- 1994 – Cool
- 1995 – Mördare utan ansikte (Mini-serie)
- 1997 – Skärgårdsdoktorn (TV-serie)

## Teater

### Roller (ej komplett)
| År   | Roll                      | Produktion                                                                               | Regi                 | Teater                           |
| ---- | ------------------------- | ---------------------------------------------------------------------------------------- | -------------------- | -------------------------------- |
| 1961 |                           | Strömkarlen Björn-Erik Höijer                                                            | Lars-Erik Liedholm   | Wasa Teater                      |
| 1964 | Pantalone Dei Bisognosi   | Två herrars tjänare (Il servitore di due padroni) Carlo Goldoni                          | Lars Gerhard Norberg | Norrköping-Linköping stadsteater |
| 1964 | Trécu                     | Grop åt andra (La grande oreille) Pierre-Aristide Bréal                                  | Lars Barringer       | Norrköping-Linköping stadsteater |
| 1964 | Baron Tobias Rap          | Trettondagsafton, eller Vad ni vill (Twelfth Night or What You Will) William Shakespeare | John Zacharias       | Norrköping-Linköping stadsteater |
| 1965 | Jörgen Vävars             | Tre vita skjortor Walentin Chorell                                                       | Bertil Norström      | Norrköping-Linköping stadsteater |
| 1965 | Översten Gendarmeriväbeln | Soldaten Svejk (Osudy dobrého vojáka Švejka za světové války) Jaroslav Hašek             | Lars Gerhard Norberg | Norrköping-Linköping stadsteater |
| 1965 | Isidor Isaac Rabi         | Fallet Oppenheimer (In der Sache J. Robert Oppenheimer) Heinar Kipphardt                 | John Zacharias       | Norrköping-Linköping stadsteater |
| 1965 | Skräcken                  | Huset Werner Aspenström                                                                  | Sture Ericson        | Norrköping-Linköping stadsteater |
| 1966 | En tjock officer          | Muren (Große Schmährede an der Stadtmauer) Tankred Dorst                                 | Sture Ericson        | Norrköping-Linköping stadsteater |
| 1966 | Professor Schlatter       | Meteoren (Der Meteor) Friedrich Dürrenmatt                                               | John Zacharias       | Norrköping-Linköping stadsteater |
| 1967 | Medvedjev                 | Natthärbärget eller På botten (На дне, Na Dnje) Maksim Gorkij                            | Lars Gerhard Norberg | Norrköping-Linköping stadsteater |
| 1969 | Brevbäraren               | Familjen Tot (Tóték) István Örkény                                                       | Ernst Günther        | Stockholms stadsteater           |
| 1990 | Doktor Herdal             | Byggmästare Solness (Bygmester Solness) Henrik Ibsen                                     | Marianne Rolf        | Helsingborgs stadsteater         |
| 1991 | Tjaffo                    | Min store tjocke far Magnus Nilsson                                                      | Stig Ossian Ericson  | Helsingborgs stadsteater         |

### Regi (ej komplett)
| År   | Produktion                                   | Upphovsmän                                   | Teater                                                        |
| ---- | -------------------------------------------- | -------------------------------------------- | ------------------------------------------------------------- |
| 1959 | Gravkaffe                                    | Carl Erik Soya                               | Stockholms studentteater                                      |
| 1959 | Alla skomakares dag The Shoemaker's Holiday  | Thomas Dekker Översättning Sven Hallström    | Stockholms studentteater                                      |
| 1963 | Ung och grön Salad Days                      | Julian Slade och Dorothy Reynolds            | Wasa Teater                                                   |
| 1963 | Kvinna i morgonrock Woman in a Dressing Gown | Ted Willis                                   | Wasa Teater                                                   |
| 1965 | Kejsarens nya kläder                         | Per Edström och Carl-Axel Dominique          | Norrköping-Linköping stadsteater                              |
| 1966 | Fadren                                       | August Strindberg                            | Norrköping-Linköping stadsteater                              |
| 1966 | Köket The Kitchen                            | Arnold Wesker Översättning Göran O. Eriksson | Norrköping-Linköping stadsteater                              |
| 1968 | Jaktscener Jagdszenen aus Niederbayern       | Martin Sperr                                 | Stockholms stadsteater                                        |
| 1969 | Familjen Tot Tóték                           | István Örkény                                | Stockholms stadsteater                                        |
| 1974 | Britannicus                                  | Jean Racine                                  | Dramaten                                                      |
| 1977 | Onda andar Бесы, Bésy                        | Fjodor Dostojevskij                          | Dramaten                                                      |
| 1980 | Fullmakten Мандат, Mandat                    | Nikolaj Erdman                               | Göteborgs stadsteater                                         |
| 1981 | Från regnormarnas liv                        | Per Olov Enquist                             | Dramaten                                                      |
| 1989 | Knäckebröd med hovmästarsås                  | Magnus Nilsson                               | Helsingborgs stadsteater Regi tillsammans med Peter Wahlqvist |

## Radioteater

### Regi (ej komplett)
| År   | Produktion                                    | Upphovsmän                             |
| ---- | --------------------------------------------- | -------------------------------------- |
| 1968 | Den skalliga primadonnan La cantatrice chauve | Eugène Ionesco Översättning Ebbe Linde |